# Megachile fertoni
Megachile fertoni är en biart som beskrevs av Pérez 1896. Megachile fertoni ingår i släktet tapetserarbin, och familjen buksamlarbin. Inga underarter finns listade i Catalogue of Life.